# بينيولا
بينيولا (بالإيطالية: Pignola)‏ هي بلدية في مقاطعة بوتنسا في إقليم بازيليكاتا الإيطالي.

## السكان
في سنة 1861 بلغ عدد السكان 4٬178 نسمة، وتطور العدد ليصل في سنة 2011 لـ 6٬699 نسمة.
يظهر هذا المخطط البياني تطور النمو السكاني لـ بينيولا